# ガス漏れ
ガス漏れ（ガスもれ）は、圧力の高い気体を封じ込めた容器、流路（配管など）から低圧の空間に気体が漏れることをいう。一般に、天然ガスが配管から漏れ出ることを言うことが多い。圧力の高いガスは低圧側に漏れ出る性質があり容器、配管などは漏れでないような構造、品質管理が行なわれているが、組立上の不備、部材の経年劣化、取扱いなどによる亀裂などで漏れ出ることがある。
可燃性、あるいは有毒性のガスのガス漏れを放置すると、生活空間などの一般的にガスが存在しない場所に広まるため、中毒や、何らかの原因による引火により爆発等が発生するため、非常に危険である。またそれ以外のガスの場合でもガスが漏れることで圧力低下、ガス容量消費がされるため使われる機器の能力が発揮できないこともある（エアコンなど）。

## 安全
燃焼機器類に使われるガス（都市ガスやLPガス）の場合、現在供給されているガスには、ガス漏れを探知しやすくするためにガス事業法で臭いをつけることが義務付けられている。天然ガスやLPガスそのものは無色無臭である。一般には、タマネギが腐った臭いを発するチオール類t-ブチルメルカプタンが利用されている。
日本では、各家庭にはガス警報器も普及しており、漏れたガスを検知して警報音で知らせる。また、現在使われているガスメーターのほとんどはマイコンメーターと呼ばれる安全装置を内蔵したメーターであり、地震等により住宅内部の配管が破損した場合や、異常に長い時間連続してガスを使用した場合、自動的にガス遮断装置が作動しガスの供給が停止される。
また、2010年3月25日、四国ガスが13Aに全面転換されて日本国内から一酸化炭素を含む一般熱機器用ガスは根絶されている。つまり、家庭のガスが部屋内に充満しても毒性により死ぬ事はなく、自殺も不可能である。しかし、ガス機器使用中に燃焼用空気が不足したり、ガスの種類とガス機器が適合していないなどの場合には一酸化炭素中毒を起こすことがあるほか、爆発の危険性はある。